# Альвар Тіль
Альвар Тіль (швед. Alvar Thiel, 23 лютого 1893 — 1 жовтня 1973) — шведський яхтсмен.
Срібний призер Олімпійських Ігор 1912 року в класі 8 метрів.